# Enrique Nieto
Enrique Nieto i Nieto (Barcellona, 6 ottobre 1880 – Melilla, 20 gennaio 1954) è stato un architetto spagnolo autore di numerose opere di stile modernista nella città di Melilla.

## Biografia
Enrique Nieto nacque il 6 ottobre 1880 a Barcellona e studiò presso la Scuola Superiore di Architettura della sua città natale, completando gli studi nel 1906. Durante la sua carriera, collaborò a vari progetti, tra cui Casa Milà di Gaudí. Nel 1909 si trasferì a Melilla, dove iniziò a progettare edifici influenzati dall'architettura modernista della sua città natale, ma successivamente introdusse anche elementi classici e art déco nei suoi lavori.
Nel 1931 ottenne il titolo di architetto municipale di Melilla, carica che mantenne fino alla pensione nel 1949, anche se continuò a lavorare fino alla morte nel 1954. La sua evoluzione stilistica partì da un modernismo vagamente ispirato a Gaudí, passando per storicismi, eclettismo e art déco, per arrivare infine al razionalismo nelle sue ultime opere. Queste ultime includevano case unifamiliari in stile chalet, che mostrano un approccio più libero e moderno.
Enrique Nieto lasciò un'impronta così forte a Melilla che molti altri architetti, inclusi ingegneri militari, copiarono le sue forme, rendendo difficile distinguere le loro opere dalle sue. Melilla è così diventata un vero e proprio museo di architettura modernista, con un modernismo catalano, seppur più morbido, che rispecchiava lo spirito cosmopolita e innovativo della città. Il suo stile si integrò perfettamente nel tracciato urbanistico della città, ispirato al piano Cerdà di Barcellona. Inoltre, l'importanza della città crebbe notevolmente dopo i lavori di adeguamento del porto tra il 1912 e il 1914.
Enrique Nieto morì il 20 gennaio 1954 a Melilla.

## Elenco delle opere
Ecco alcune delle opere più importanti di Enrique Nieto, suddivise per stile:
- Opere storiciste e neo-arabe:
  - Mezquita Central
  - Casa di Yamín Benarroch
- Opere moderniste:
  - Casa David J. Melul
  - Antichi Grandi Magazzini la Reconquista
  - Casino Español
  - Casa delle Terme
  - Antica redazione di El Telegrama del Rif
  - Camera di Commercio, Industria e Navigazione
  - Mobili La Reconquista
- Opere accademiche e di transizione:
  - Casa di Manuel Fernández Martín
  - Casa Meliveo
  - Casa di Juan Montes Hoyo
  - Antico Banco di Bilbao
  - Casa di José Zea e Manuel Alvadalejo
- Opere geometriche e Art Deco:
  - Teatro Kursaal-Fernando Arrabal
  - Palacio dell'Assemblea di Melilla
  - Mercato del Real
- Altre opere rilevanti:
  - Casa di Enrique Nieto (la sua residenza personale)
  - Casa di Jacques EskEnazi Aguilerun
  - Casa di Rafael Rico Albert

## Premi e riconoscimenti
Enrique Nieto è ricordato con grande ammirazione a Melilla. Nel 2008, la città eresse una scultura in suo onore, situata nella via principale, di fronte alla sua opera più rappresentativa: Casa Melul. La scultura fu realizzata dall'artista Mustafa Arruf ed è un simbolo dell'eredità duratura di Nieto nella città.